# Saint-Erblon, Mayenne

Saint-Erblon este o comună în departamentul Mayenne, Franța. În 2009 avea o populație de 159 de locuitori.